# Le Chauchet
Le Chauchet é uma comuna francesa na região administrativa da Nova Aquitânia, no departamento de Creuse. Estende-se por uma área de 10,62 km². Em 2010 a comuna tinha 109 habitantes (densidade: 10,3 hab./km²).